# Rusakove, Petropavlivka
Rusakove (în ucraineană Русакове) este un sat în comuna Zaporijjea din raionul Petropavlivka, regiunea Dnipropetrovsk, Ucraina.

## Demografie
Componența lingvistică a localității Rusakove
     Ucraineană (78,42%)
     Rusă (20,89%)
     Alte limbi (0,34%)
Conform recensământului din 2001, majoritatea populației localității Rusakove era vorbitoare de ucraineană (78,42%), existând în minoritate și vorbitori de rusă (20,89%).